# Kostel svatého Mikuláše (Heřmanov)
Kostel svatého Mikuláše je farní kostel římskokatolické farnosti Heřmanov u Velké Bíteše. Jde o jednolodní renesančně barokní stavbu s gotickým jádrem. Stojí na návesní ulici ve svahu v centru obce Heřmanov. Kostel je spolu s klasicistní farní budovou chráněn jako kulturní památka České republiky.

## Historie
Kostel měl stát v obci již v době první zmínky o obci, ta pochází z roku 1349, v tu dobu měl kostel být dřevěný a měl stát východněji, než stojí kostel současný. Nový kostel pak byl postaven v polovině 15. století, případně k původnímu kostelu měla být přistavěna věž se zvony. Kolem roku 1600 byla ke kostelu přistavěna nová loď. Kostel se stal velmi významným v době po třicetileté válce, kdy se stal církevním centrem, k heřmanovské farnosti byly v tu dobu přifařeny Osová Bítýška a Křižanov. Kostel byl v roce 1731 upraven do barokní podoby, loď byla zaklenuta valenou klenbou s výsečemi. V kněžišti byla prolomena kasulová okna a přistavěna severní plochostropá kaple. Rekonstrukce kostela proběhla v roce 1878 (byla přistavěna kaple na východní straně budovy a postavena hudební kruchta.)
Farnost byla rekonstruována mezi lety 2009 a 2014. V roce 2009 byl kostel rekonstruován a byly vymalovány interiéry.

## Interiér
V kostele jsou tři oltáře. Hlavní oltář je zasvěcen svatému Mikuláši, Dva boční oltáře jsou protějškové, s barokní architekturou. Jsou zasvěceny Panně Marii Lurdské a svaté Anně. Barokní mramorová křtitelnice má širokou mísu a soustruženou balustrovou nohu, byla osazena roku 1731 namísto středověké křtitelnice, jejíž polokulovitá kamenná nádoba se rovněž dochovala a stojí před kostelem.. Sochy pocházejí z dílny Ferdinanda Demetze z Tyrolska. Na stěnách kostela je zavěšena křížová cesta z roku 1896.

## Věž
Věž kostela je dvoupatrová, krytá jehlancovou střechou. Na západní fasádě prvního patra má sluneční hodiny. V druhém patře jsou instalovány hodiny věžní. V renesanční zvonici věže je dřevěná stolice, datovaná letopočtem 1694. Visí v ní tři zvony: gotický zvon s nápisem a reliéfy svatých Petra a Pavla je datován letopočtem 1493 a není známo, odkud pochází. Další dva zvony z let 1504 a 1543 již byly odlity pro původní heřmanovský kostel.

## Hřbitov
Hřbitov původně těsně obklopoval kostel ze tří stran. Byl zrušen v roce 1836 a přesunut na místo severně od kostela.

## Fara
Budova byla postavena v blízkosti kostela v roce 1799. Jejími investory byli tehdejší majitelé panství Haugwitzové.  